# Casa-museo di Casteldelci
La casa-museo di Casteldelci è un museo archeologico e una casa-museo situata nell'omonimo comune in provincia di Rimini.
Il museo, intitolato a Sandro Colarieti, è stato inaugurato nell'anno 2000.
Nella casa-museo si trovano anche: l'Archivio comunale, la biblioteca e l'Archivio degli storici del Montefeltro.

## Descrizione
La sezione archeologica ospita le testimonianze materiali della valle del Senatello, dalla Preistoria fino al Rinascimento.
I pannelli illustrativi accanto alle vetrine presentano alcuni degli aspetti dell'archeologia della valle: la carta archeologica, le necropoli, la ceramica con un'esposizione di maiolica arcaica e policroma (XIV e XVI secolo) e gli oggetti di vita comune dell'età romana. È esposta anche la ricostruzione della necropoli romana di Pescaia.
L'esposizione prosegue con le grandi mappe del territorio di Casteldelci ad opera di Pietro Belli (1793) e due nouve sezioni dedicate alla vita quotidiana di epoche più recenti e agli eventi bellici della seconda guerra mondiale.